# Rudolf Demme (Mediziner)
Hermann Rudolf Demme (* 12. Juni 1836 in Bern; † 16. Juni 1892 ebenda) war ein Schweizer Arzt.

## Leben
Demme war Sohn des Hermann Askan Demme und der Augusta Maria Diruf, studierte Medizin in Bern und Wien, wo er 1859 bei Josef Hyrtl zum Dr. med. promoviert wurde. 1861 wurde er Dozent für Kinderheilkunde und physikalische Diagnostik, 1862 bis 1892 war er Direktor des Jenner-Kinderspitals, 1874 Honorarprofessor, 1877 ausserordentlicher Professor, 1887 Ordinarius für Kinderheilkunde der Universität Bern und ab 1887 auch für Pharmakologie. Demme war ein international angesehener Pädiater und Verfasser zahlreicher medizinischer Publikationen.

## Werke
- Das arterielle Gefässsystem von Acipenser ruthenus. Ein Beitrag zur vergleichenden Anatomie der Ganoiden. Wilhelm Braumüller, Wien 1860 (Dissertation; Volltext in der Google-Buchsuche).
- Über den Einfluß des Alkohols auf den Organismus der Kinder. Stuttgart, 1891.